# Ngựa Campolina

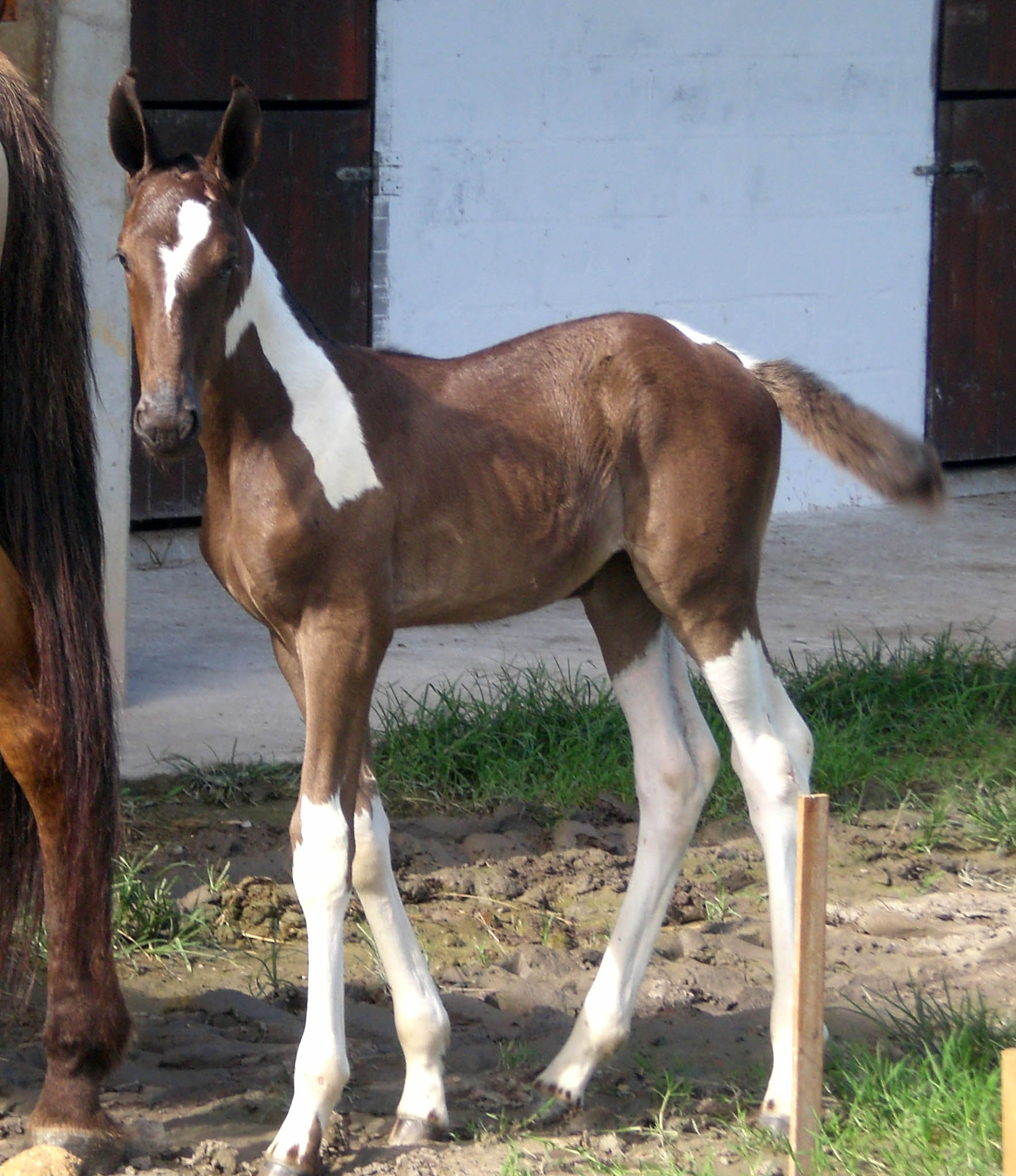
Một con ngựa giống Campolina non, được gọi là pampa (loang lổ).

Ngựa Campolina là một giống ngựa có nguồn gốc từ Brazil, tên gọi của giống ngựa này được đặt tên theo Cassiano Campolina vốn là người nông dân đã có công lai tạo phát triển giống ngựa này. Ngựa Campolina là một trong những giống ngựa có tầm vóc lớn nhất ở Brazil và chúng đó đặc điểm là đa dạng về màu lông, người ta có thể ngắm được nhiều màu sắc trên thân thể chúng từ màu nâu nhạt, nâu đậm, xám, loang lổ (ô truy). 
Chúng là một giống ngựa có ngoại hình ưa nhìn, dáng đẹp, với dáng đi đầy táo bạo, ngênh ngang. Giống ngựa này được sử dụng chủ yếu dành cho môn cưỡi ngựa và môn kéo xe ngựa giải trí (Driving) và ngày càng được dùng nhiều cho công việc thi đấu cưỡi ngựa trình diễn (Dressage) ở Brazil, chúng còn có đôi mắt đầy biểu cảm. Giống ngựa Campolina là một giống ngựa có nguồn gốc thời gian tương đối mới so với các dòng ngựa khác được đăng ký trước đó (như ngựa Akhal Teke, ngựa Ả rập, ngựa Lippizan) và các tiêu chuẩn giống ngựa này vẫn đang phát triển, hoàn thiện.

## Lịch sử giống
Bắt đầu từ năm 1870, giống ngựa được phát triển bằng cách sử dụng phương pháp lai tạo nhiều giống ngựa khác nhau. Giống ngựa Campolina được cho là có mặt từ năm 1870, khi giống này được hình thành ở vùng Entre Rios de Minas, Minas Gerais ở Brazil. Chúng được lai tạo và phát triển do công lao một nông dân tên là Cassiano Campolina ngay chính trong trang trại  Fazenda Tanque  của ông ấy, cơ duyên bắt đầu khi ông Cassiano Campolina nhận được quà tặng là một con ngựa nái màu đen có tên "Medéia" từ anh bạn Antonio Cruz.. 
Con ngựa gốc Brazil này có tổ tiên là ngựa Bắc Phi (Barb), và quá trình lai giống ở vùng Campolina đã cho ra lò một con ngựa thuần chủng thuộc giống ngựa Andalucia. Con ngựa đực giống đầu tiên thuộc về Mariano Procópio là người được Dom Pedro II tặng một món quà từ đó tạo ra dòng giống huyết mạch của nòi ngựa này. Năm 1938, Hiệp hội các nhà lai tạo ngựa Campolina chuyên nghiệp được thành lập để chính thức tổ chức quản lý giống ngựa này và vào năm 1951, tổ chức này được đổi tên thành Hiệp hội các nhà lai tạo ngựa Campolina (Campolina Breeders Association), các tiêu chuẩn về giống ngựa này (bộ tiêu chuẩn giống) được chính thức thông qua, với tổ chức có trụ sở tại Belo Horizonte. Hiện có khoảng 85.000 con ngựa giống Campolina đã được đăng ký, với hơn 7.300 nhà lai tạo đã đăng ký chính thức, trong đó, có khoảng 4.300 con ngựa nái đã được lai tạo vào năm 2003.